# 相ト
相ト（あいと、生没年不詳）とは江戸時代の江戸の地本問屋である。

## 来歴
本名は相模屋藤吉。藤吉は安政年間に江戸の上野北大門町平助店で地本問屋を営業している}。ただし、作品には下谷池ノ端仲町とある。  安政2年（1855年）7月に地本草紙問屋の組合に加入した。『地本錦絵問屋譜』によると、歌川芳盛の武者絵があるという。歌川国芳、2代目歌川広重、歌川芳員の錦絵を出版している。

## 作品
- 歌川広重 『五十三次』
- 歌川広重 『合筆源氏雪見図』
- 歌川国芳 『四條縄手の戦ひ』 大判6枚続 安政4年
- 2代目歌川広重 『東都三十六景』 大判36枚揃 文久1年‐文久2年
- 歌川芳員 『異人酒宴遊興図』 大判3枚続 文久2年

### 『末広五十三次』
将軍家茂の上洛を描いた作品で絵師7人、版元11軒が分担して制作
- 歌川芳盛 『末広五十三次 藤沢』 大判55枚揃の内 慶応1年
- 歌川芳盛 『末広五十三次 石薬師』 大判55枚揃の内 慶応1年
- 歌川芳盛 『末広五十三次 石部』 大判55枚揃の内 慶応1年
- 2代目歌川広重 『末広五十三次 浜松』 大判55枚揃の内 慶応1年
- 2代目歌川広重 『末広五十三次 赤坂』 大判55枚揃の内 慶応1年